# Lerici
Lerici (en lígur: Lerxi, localment: Lerze) és un comune de la província de La Spezia, a la regió italiana de la Ligúria, part de la Riviera de Llevant. Està situat a la costa del Golf de La Spezia, a 8 km al sud-est de La Spezia.
És conegut per ser el lloc on va morir ofegat el poeta Percy Bysshe Shelley.
Lerici està connectat amb transbordador amb Cinque Terre i Porto Venere.

## Història
Els orígens de la població es remunten al període etrusc. A l'edat mitjana, es trobava sota el control de la República de Gènova. Després que s'havia venut a Lucca, es va veure involucrada en una sèrie de conflictes entre Gènova i Pisa, ja que era a la frontera comuna. El 1479, va passar sota poder genovès.

## Llocs d'interès
Un dels principals llocs d'interès de Lerici és el seu castell, que des de la seva fundació l'any 1152 servia per controlar l'entrada del Golf de la Spezia. Avui el castell conté un museu de paleontologia.

## Ciutats agermanades
Lerici està agermanat amb:
- Mougins, França, des del 26 octubre 2008